# Tunesischer Fußball-Supercup
Der Tunesische Fußball-Supercup (französisch: Super Coupe de Tunisie) ist ein Fußballwettbewerb, welcher seit 1960 unregelmäßig ausgetragen wurde. 
Traditionell spielt vor Beginn der neuen Saison der tunesische Meister gegen den tunesischen Pokalsieger.
Der Pokal wird in einer Partie ausgespielt: Im Fall eines Unentschieden würde man in die Verlängerung gehen und falls es beim Remis bleibt in ein Elfmeterschießen.
Der tunesische Fußballverband hatte für den 9. Februar 2009 geplant den Supercup erstmals seit 2001 wieder auszutragen, Teilnehmer wären der Landesmeister Club Africain Tunis und der Pokalsieger Espérance Tunis gewesen, jedoch wurde das Spiel erst verschoben und dann komplett abgesagt, weil beide Teams international spielten und der Supercup kein so hohes Prestige hat. Auch in der Saison 2010 wurde die Entscheidung um den Sieger des Tunesischen Superpokals abgesagt. Erst war geplant das Spiel um den Tunesischen Superpokal zwischen dem Meister Espérance Sportive de Tunis und den Pokalsieger Olympique de Béja im Pariser Parc des Princes auszutragen, da im tunesischen Radès das Finale des Französischen Fußball-Supercups zwischen Olympique Marseille und Paris Saint-Germain ausgespielt wurde. Jedoch wurde dieser Plan revidiert, da die tunesische Fußballnationalmannschaft in der Fußball-Afrikameisterschaft 2010 teilnahm und da Espérance Tunis in der Champions League aktiv war und dies nicht mit dem Spielplan in Einklang bringen konnte. Erst 2019 wurde der Wettbewerb wiederbelebt.

## Die Spiele im Überblick
| Saison | Sieger                     | Ergebnis                                      | Finalist                   |
| ------ | -------------------------- | --------------------------------------------- | -------------------------- |
| 1960   | Espérance Tunis            | 2:1                                           | Stade Tunisien             |
| 1966   | Stade Tunisien             | 2:0                                           | Étoile Sportive du Sahel   |
| 1968   | Club Africain Tunis        | 3:1                                           | Sfax Railways Sports       |
| 1970   | Club Africain Tunis        | 1:0                                           | Espérance Tunis            |
| 1973   | Étoile Sportive du Sahel   | 5:2                                           | Club Africain Tunis        |
| 1979   | Club Africain Tunis        | 1:0                                           | Espérance Tunis            |
| 1984   | Club Athlétique Bizertin   | 1:0                                           | AS Marsa                   |
| 1985   | Club Sportif de Hammam-Lif | 1:0                                           | Espérance Tunis            |
| 1986   | Étoile Sportive du Sahel   | 1:1 (5:4 n. E.)                               | Espérance Tunis            |
| 1987   | Étoile Sportive du Sahel   | 0:0 (7:6 n. E.)                               | Club Athlétique Bizertin   |
| 1995   | Espérance Tunis            | 2:0                                           | AS Marsa                   |
| 1995   | Olympique de Béja          | 1:1 (5:4 n. E.)                               | CS Sfax                    |
| 2001   | Espérance Tunis            | 3:1                                           | Club Sportif de Hammam-Lif |
| 2018   | Espérance Tunis            | 2:1                                           | Club Athlétique Bizertin   |
| 2019   | Espérance Tunis            | 0:0 (5:4 n. E.)                               | CS Sfax                    |
| 2020   | US Monastir                | 1:1 (5:3 n. E.)                               | Espérance Tunis            |
| 2021   | Espérance Tunis            | 1:0                                           | CS Sfax                    |
| 2022   | Espérance Tunis            | Wegen der COVID-19-Pandemie nicht ausgetragen | CS Sfax                    |
| 2023   | Olympique Béja             | 2:0                                           | Étoile Sportive du Sahel   |
| 2024   | Espérance Tunis            | 2:0                                           | Stade Tunisien             |

### Rangliste der Sieger
| Klub                       | Titel | Jahr(e)                                  |
| -------------------------- | ----- | ---------------------------------------- |
| Espérance Tunis            | 7     | 1960, 1993, 2001, 2018, 2019, 2021, 2024 |
| Club Africain Tunis        | 3     | 1968, 1970, 1979                         |
| Étoile Sportive du Sahel   | 3     | 1973, 1986, 1987                         |
| Olympique Béja             | 2     | 1995, 2023                               |
| US Monastir                | 1     | 2020                                     |
| Club Sportif de Hammam-Lif | 1     | 1985                                     |
| Club Athlétique Bizertin   | 1     | 1984                                     |
| Stade Tunisien             | 1     | 1966                                     |